# Anemopaegma arvense
Anemopaegma arvense,  catuaba,   es una especie de planta nativa de Bolivia, Paraguay y del área del Cerrado y la Mata Atlántica, en Brasil distribuida por Tocantins, Rondônia, Maranhão, Bahía, Mato Grosso, Goiás, Mato Grosso do Sul, Minas Gerais, São Paulo, Río de Janeiro y Paraná.

## Descripción
Es un subarbusto rastrero, rizomatoso, de flores blancas.

## Taxonomía
Esta planta fue descrita por primera vez en 1829 por José Mariano da Conceição Vellozo como Bignonia arvensis en Florae Fluminensis, seu, Descriptionum plantarum parectura Fluminensi sponte mascentium liber primus ad systema sexuale concinnatus y posteriormente transferida de género como Anemopaegma arvense por Carlos Stellfeld en Tribuna Farmacéutica 13: 275 en 1945.
Sinonimia
- Anemopaegma mirandum (Cham.) DC. 1845
- Anemopaegma sessilifolium Mart. ex DC.
- Bignonia arvensis Vell. 1829  basónimo
- Bignonia miranda Cham. 1832
- Anemopaegma subundulatum Bureau & K.Schum.
- Jacaranda arvensis (Vell.) Steud.[4]

## Uso medicinal
Se ha utilizado en medicina tradicional por sus propiedades antibacteriana, astringente, insecticida, antiinflamatoria, antidepresiva y estimulante del Sistema nervioso central entre otras. Su uso está contraindicado en embarazadas, recién nacidos y niños, y también en caso de existir problemas cardíacos, glaucoma o retención urinaria.